# Josip Bulat
Josip Bulat, hrvatski nogometaš i nogometni trener iz Bosne i Hercegovine. Bio je igrač i trener tuzlanske Slobode.
Godine 1938. igrao je u prvoj postavi Slobode. Te godine su se komunisti i njima bliski članovi kluba definitivno obračunavali sa socijaldemokratima i njihovom politikom.
U drugom svjetkom ratu ustaške vlasti zabranile su rad RSD "Sloboda". Klub je obnovio rad ožujka 1945. godine. Obnovljeni klub nizao je pobjede i poslije niza prijateljskih utakmica iz Sarajeva su ih pozvali da pod imenom gradske reprezentacije Sloboda sudjeluje na turniru u čast Prvog kongresa USAOBiH-a. Turnir je održan 10. i 11. svibnja 1945. godine, sudjelovale su još i izabrane momčadi Sarajeva i Mostara. Josip Bulat je bio trener Slobode i pod njegovim stručnim vodstvom izabrani sastav Tuzle pobijedio je oba takmaca s 2:0.